# San Francisco (fonte)
San Francisco é uma fonte neogrotesca feita pela Apple Foi lançada pela primeira vez para desenvolvedores em 18 de novembro de 2014. É a primeira nova fonte projetada na Apple em quase vinte anos e foi inspirada na Helvetica e DIN.
A fonte macOS Catalina Galvji é semelhante à San Francisco, mas tem leading menor e espaçamento maior.

## Variantes
A tipografia San Francisco foi introduzida pela primeira vez apenas no watchOS, em 2014. No ano seguinte, na WWDC 2015, a Apple lançou a fonte do watchOS como SF Compact e, ao mesmo tempo, introduziu SF UI (geralmente chamada de SF) para OS X El Capitan e iOS 9. No macOS High Sierra e iOS 11, a SF UI foi sucedida pela SF Pro, que oferece suporte a uma lista maior de glifos e idiomas.
Algumas variantes têm dois tamanhos ópticos: "Display" para texto grande, e "Text" para texto pequeno. Em comparação com Display, as letras em Text têm aberturas maiores e espaçamento entre as letras mais generoso. O sistema operacional escolhe automaticamente o tamanho óptico do monitor para tamanhos de pelo menos 20 pontos e o tamanho óptico do texto caso contrário.